# Madison Avenue
 For alternative betydninger, se Madison Avenue (band).
Madison Avenue er et nord-syd-gående boulevard i bydelen Manhattan i New York, USA, med ensrettet trafik i nordgående retning. Den løber fra Madison Square (ved 23. street) til Madison Avenue Bridge ved 138th street. Vejen løber gennem Midtown Manhattan, Upper East Side (med Carnegie Hill), Spanish Harlem og Harlem. Den er opkaldt efter og tager udgangspunkt i Madison Square, der igen er opkaldt efter James Madison, den fjerde præsident af USA.
40°46′39″N 73°57′40″V / 40.7776°N 73.9612°V
"Madison Avenue" bruges nogle gange synonymt med reklameindustrien - og især New Yorks. Grunden er de mange reklamefirmaer, der sprang op i 1920'erne og frem. I det 21. årh. er industrien mindre repræsenteret end før i kvartererne omkring boulevarden.